# Cock Rock Disco
Cock Rock Disco is een onafhankelijk platenlabel dat in 2001 werd opgericht door Jason Forrest. Het geeft vooral breakcore en experimentele elektronische muziek uit. Ook het werk van Jason Forrest zelf wordt op Cock Rock Disco uitgegeven.

## Catalogus
| Catalogusnummer | Artiest                  | Titel                                                                |
| --------------- | ------------------------ | -------------------------------------------------------------------- |
| Crock001        | Duran Duran Duran        | "Very Pleasure"                                                      |
| Crock002        | Terminal 11              | "Illegal Nervous Habits"                                             |
| Crock003        | Doormouse                | "Stanley Yershinowski Presents... Xylophone Jism As The Ridiculator" |
| Crock004        | Vorpal                   | "An Incomplete Guide To Vorpal Music"                                |
| Crock005        | Various Artists          | "Wasted Compilation" in association with Mirex                       |
| Crock007        | Stunt Rock               | "This Is Stunt Rock Volume Three"                                    |
| Crock008        | Next Life                | "Electric Violence"                                                  |
| Crock009        | About                    | "Bongo"                                                              |
| Crock010        | Ślepcy                   | "We Are The Newest Battle Models"                                    |
| Crock012        | Various Artists          | "White Cock 1-4 Compilation"                                         |
| Crock013        | Drumcorps                | "Grist"                                                              |
| Crock014        | Dev/Null                 | "Lazer Thrash"                                                       |
| Crock016        | Glowstyx                 | "Class Of 1992"                                                      |
| Crock018        | DJ Donna Summer          | "Panther Tracks"                                                     |
| Crock019        | Otto von Schirach        | "Oozing Bass Spasms"                                                 |
| Crock022        | Nero's Day At Disneyland | "From Rotting Fantasylands"                                          |

## Uitgaves op vinyl
| Catalogusnummer | Artiest                | Titel              |
| --------------- | ---------------------- | ------------------ |
| Vrock006        | The Assdroids          | "Daddy's Gone"     |
| Vrock008        | Drumcorps              | "Live And Regret"  |
| Vrock009        | DJ Rainbow Ejaculation | "Self-Titled"      |
| Vrock012        | Pisstank               | "Ravecore Anthems" |

## Artiesten
- About
- ARS Dada
- Assdroids
- Audioguarde
- Captain Ahab
- CDR
- Dev/Null
- DJ Rainbow Ejaculation
- DJ Technorch
- Don Augusto
- Doormouse
- Duran Duran Duran
- Drumcorps
- Food for Animals
- Glowstyx
- Herv
- Kid Kameleon
- Ladyscraper
- Nero's Day At Disneyland
- Next Life
- Otto von Schirach
- Pisstank
- Retrigger
- Slepcy
- Stunt Rock
- The Teknoist
- Terminal 11
- Vexkiddy
- Vorpal